# گلامورگن
گلامورگن (انگلیسی: Glamorgan؛ ‎/ɡləˈmɔːrɡən/‎؛ یا گاهی گلامورگن‌شر؛ ویلزی: Morgannwg [mɔrˈɡanʊɡ] یا [Sir Forgannwg] Error: {{Lang}}: متن دارای نشانه‌گذاری ایتالیک است (راهنما) [ˈsi:r vɔrˈɡanʊɡ]) یک منطقهٔ مسکونی در بریتانیا و یکی از ۱۳ شهرستان تاریخی ولز است.
وسعت این منطقه ۲٬۱۰۰ متر مربع و جمعیتش در سال ۱۹۹۱ میلادی، بالغ بر ۱٬۲۸۸٬۳۰۹ نفر بود.